# Glyptothorax deqinensis
Glyptothorax deqinensis är en fiskart som beskrevs av Mo och Chu, 1986. Glyptothorax deqinensis ingår i släktet Glyptothorax och familjen Sisoridae. Inga underarter finns listade i Catalogue of Life.